# Ruisseau de Losque
 (juin 2014).
Le ruisseau de Losque ou la Losque est un ruisseau/rivière français de Normandie, affluent de la Terrette (rive gauche) et sous-affluent de la Taute, dans le département de la Manche.

## Géographie
Le Losque prend sa source sur la commune de Thèreval. Elle se joint aux eaux de la Terrette, dans les marais du Cotentin et du Bessin entre les communes de Remilly-les-Marais et du Hommet-d'Arthenay, après un parcours de 9,8 km à l'ouest du Pays saint-lois.

## Communes traversées
- La Chapelle-en-Juger
- Montreuil-sur-Lozon
- Les Champs-de-Losque
- Le Hommet-d'Arthenay